# Ana Johnsson
Anna Lovisa Johnsson, mer känd som Ana, Ana Johnsson och tidigare även Iza, född 4 oktober 1977 i Sunne, är en svensk sångerska, låtskrivare och före detta medlem i gruppen Excellence. Hon debuterade som soloartist med albumet Cuz I Can (2004) och blev internationellt känd med låten "We Are" som var med på soundtracket till filmen Spider-Man 2 (2004).

## Biografi
Anna Johnsson föddes i Sunne. Hon studerade samhällsvetenskap i Karlstad, och arbetade även där i en skivaffär, som numera är nerlagd. Andra ämnen som hon har studerat är musik, företagsekonomi, marknadsföring, systemvetenskap och multimedia.
Under en tid var Anna utbytesstudent i USA, där hennes intresse för snowboard väcktes. Även inom detta område har hon haft framgång och lyckats bli semiprofessionell snowboardåkare.

## Musik
Anna själv säger att hon sjöng redan innan hon kunde prata. Hennes karriär som sångerska började dock som tonåring då hon sjöng i coverbandet @groove.
När hon fick reda på att dokusåpan Popstars skulle produceras i Sverige, blev hon intresserad och sökte om att få vara med och tävla. Hon blev uttagen och tog sig ända till vinnarplatserna tillsammans med Jenny Bergfoth, Johanna Landt, Malin Olsson och Susanna Patoleta, som efter dokusåpans slut bildade Excellence. Bandet var framgångsrikt, men började ganska snart att knaka i fogarna. Efter att Johanna Landt och Malin Olsson hoppat av, tyckte Anna att det inte var någon idé att köra vidare med bara tre gruppmedlemmar och hoppade även hon av bandet. 
Hon tog nu siktet mot en solokarriär med musik i det mera rockiga slaget. 2004 släpptes hennes första soloalbum Cuz I Can, bland annat med radiohitarna "Life" och "The Way I Am". Många av låtarna har hon skrivit tillsammans med låtskrivarna Leif Larsson och Marcus Bleak.
Under 2004 hann hon även släppa sitt andra album The Way I Am, varav en av låtarna, "We Are", var med på soundtracket för Spider-Man 2, vilket innebar en klar framgång för Anna på den internationella marknaden. Även "Don't Cry For Pain", som hon skrivit tillsammans med Max Martin, blev en internationell succé.
I slutet av året fick hon en Rockbjörn som årets nykomling, följt av två priser i NRJ Radio Awards som bästa svenska kvinnliga artist och för bästa svenska låt, och ett pris av EU-kommissionen som bästa svenska debutant.
Sommaren 2005 blev Coz I Can utnämnd till tyska DTM:s officiella racinglåt.
Under sommaren 2006 kunde en ny singel, "Days of Summer", höras på radio, och gavs sedan ut på singel tillsammans med "Falling to Pieces". I början av oktober 2006 släpptes även en ny singel, "Exception", som är specialskriven till den svenska filmen Exit, vilken även den hade premiär under samma period.
Albumet Little Angel släpptes i oktober 2006.
"Catch Me If You Can" blev vald till officiell VM-låt för Alpina VM i Åre 2007.

## Diskografi
Endast album och singlar som sålts i Sverige är listade.

### Album
- Cuz I Can 
 Utgivet 14 april 2004 (Bonnier Music)
- The Way I Am 
 Utgivet 15 september 2004 (Bonnier Music)
- Little Angel 
 Utgivet 18 oktober 2006 (Bonnier Music)

### Singlar
- The Way I Am (2003)
- Life (2004)
- Cuz I Can (2004)
- Don't Cry For Pain (2004)
- We Are (2004)
- Days of Summer (2006)
- Exception (2006)
- Catch Me If You Can (2007)
- Break Through Time (2007)